# Ceratanthus
Ceratanthus és un gènere amb vuit espècies d'angiospermes que pertany a la família de les lamiàcies.

## Taxonomia
- Ceratanthus annamensis
- Ceratanthus becquerelii
- Ceratanthus calcaratus
- Ceratanthus garrettii
- Ceratanthus kerrii
- Ceratanthus longicornis
- Ceratanthus ocimoides
- Ceratanthus stolonifer